# لیبرتی رکوردز
لیبرتی رکوردز (انگلیسی: Liberty Records) ناشر موسیقی آمریکایی بود. این شرکت را در سال ۱۹۵۵ سیمون وارونکر، ال بنت و تئودور کیپ راه‌اندازی کردند. لیبرتی رکوردز در سال ۲۰۰۱ در انگلستان مجدداً راه‌اندازی شد.